# Liste des procureurs généraux près la Cour des comptes
La liste des procureurs généraux près la Cour des comptes recense, par ordre chronologique, les magistrats français qui ont exercé la fonction de procureur général près la Cour des comptes depuis sa création en 1807.
| Procureur général                 | Décret de nomination | Décret de nomination | Portrait |
| --------------------------------- | -------------------- | -------------------- | -------- |
| Jean-Baptiste Garnier             | 1807                 |                      |          |
| Louis-Athanase Rendu              | 25 avril 1816        | [ Bull 1 ]           |          |
| Auguste de Schonen                | 23 août 1830         | [ Bull 2 ]           |          |
| Jules Collart-Dutilleul           | 1846                 |                      |          |
| François de Casabianca            | 1864                 |                      |          |
| Gustave Rouland                   | 5 juin 1871          | [ JO 1 ]             |          |
| Jules-Joseph Petitjean (d)        | 29 décembre 1871     | [ JO 2 ]             |          |
| Gustave Humbert                   | 29 décembre 1877     | [ JO 3 ]             |          |
| Paul Audibert (d)                 | 30 octobre 1880      | [ JO 4 ]             |          |
| Félix Renaud                      | 4 janvier 1887       | [ JO 5 ]             |          |
| Gustave Liotard-Vogt              | 9 juillet 1901       | [ JO 6 ]             |          |
| Georges Payelle                   | 12 avril 1908        | [ JO 7 ]             |          |
| Georges Privat-Deschanel          | 17 octobre 1912      | [ JO 8 ]             |          |
| Maurice Bloch                     | 15 décembre 1913     | [ JO 9 ]             |          |
| Émile Labeyrie                    | 16 mai 1933          | [ JO 10 ]            |          |
| André Godin (d)                   | 19 octobre 1937      | [ JO 11 ]            |          |
| Yves Bouthillier                  | 26 avril 1942        | [ JO 12 ]            |          |
| Pierre Brin (d)                   | 2 octobre 1944       | [ JO 13 ]            |          |
| Édouard Parent (d)                | 19 mai 1948          | [ JO 14 ]            |          |
| André Bisson (d)                  | 9 octobre 1952       | [ JO 15 ]            |          |
| Maurice Lesage (d)                | 3 février 1955       | [ JO 16 ]            |          |
| Vincent Bourrel (d)               | 22 septembre 1958    | [ JO 17 ]            |          |
| André Crépey (d)                  | 30 juillet 1970      | [ JO 18 ]            |          |
| Pierre Doueil (d)                 | 28 juin 1978         | [ JO 19 ]            |          |
| Pierre Moinot                     | 27 juillet 1983      | [ JO 20 ]            |          |
| Jean Raynaud (d)                  | 12 novembre 1986     | [ JO 21 ]            |          |
| Hélène Gisserot                   | 4 juin 1993          | [ JO 22 ]            |          |
| Jean-François Bénard (d)          | 19 mai 2005          | [ JO 23 ]            |          |
| Gilles Johanet                    | 19 juillet 2012      | [ JO 24 ]            |          |
| Catherine Hirsch de Kersauson (d) | 23 mai 2019          | [ JO 25 ]            |          |
| Louis Gautier                     | 7 septembre 2022     | [ JO 26 ]            |          |